# Atherix melancholia
Atherix melancholia är en tvåvingeart som först beskrevs av Harris 1776.  Atherix melancholia ingår i släktet Atherix och familjen bäckflugor. Inga underarter finns listade i Catalogue of Life.